# Domaḱinstvo za početnici
Domaḱinstvo za početnici è un film del 2023 scritto e diretto da Goran Stolevski.
La pellicola è stata presentata in anteprima mondiale in occasione dell'80ª Mostra internazionale d'arte cinematografica di Venezia, dove è stata premiata con il Queer Lion.

## Trama
Dopo molti anni insieme, Dita scopre che alla compagna Suada è stata diagnosticata una malattia terminale e l'amata le chiede di prendersi cura delle due figlie, Mia e Vanessa. Pur essendo poco incline a fare la madre, Dita comincia a prendere in considerazione di sposare uno degli uomini della sua famiglia queer per poter aggirare le restrittive leggi sull'adozione della Macedonia del Nord.

## Distribuzione
Il film è stato presentato in anteprima mondiale il 6 settembre 2023 in concorso nella sezione Orizzonti del Festival di Venezia, mentre il mese seguente è previsto che la pellicola venga proiettata in occasione del BFI London Film Festival.

## Riconoscimenti
- 2023 - Mostra internazionale d'arte cinematografica
  - Queer Lion
  - Menzione speciale per il Premio Fondazione Fai Persona Lavoro Ambiente
  - In concorso (Orizzonti)